# Süderhöft
Süderhöft (en danois: Sønderhøft) est une commune allemande de l'arrondissement de Frise-du-Nord, Land de Schleswig-Holstein.

## Géographie
Süderhöft se trouve à la limite des marais maritimes et du Geest.

## Histoire
En 1619, Meye Muhl, une habitante de Süderhöft, est brûlée après un procès pour sorcellerie à Schwabstedt.